# Drosophila bifurcada
Drosophila bifurcada är en tvåvingeart som beskrevs av Hunter 1992. Drosophila bifurcada ingår i släktet Drosophila och familjen daggflugor.
Artens utbredningsområde är Colombia.